# Lyckantropen Themes
Lyckantropen Themes ist Ulvers Soundtrack für den Kurzfilm Lyckantropen von Steve Ericsson. Er erschien im Jahr 2002 bei Jester Records und The End Records.

## Entstehung und Veröffentlichung
Der Soundtrack wurde im Mai 2002 in Oslo und Stockholm aufgenommen und von Ingar Hunskaar im August des Jahres bei Strype Audio abgemischt. Im Jahr 2011 erschien auch eine limitierte LP-Auflage mit anderem Artwork.

## Titelliste
1. (1:21)
2. (1:37)
3. (7:12)
4. (2:13)
5. (4:48)
6. (2:41)
7. (2:38)
8. (4:16)
9. (5:49)
10. (3:44)

## Stil
Lyckantropen Themes knüpft stilistisch an die beiden Silence-EPs an. Ulver spielen also minimalistischen Ambient mit subtilen Klangflächen aus Keyboards und elektronischen Effekten sowie mit gelegentlichem Einsatz von Saxofon und Percussion. Die namenlosen Stücke folgen keinen erkennbaren Strukturen und sind rein instrumental. Die Atmosphäre ist düster.

## Rezeption
“This disc is not at the top of the Ulver must-have list, […] Lyckantropen is still a solid, respectable album of semi-dark ambient-electronic music […].”

„Unterm Strich ist es nur ein schaurig-schönes Thema, das sich vierzig Minuten lang immer wieder verändert und eine subtile Horroratmosphäre zum Leben erweckt.“

Der Soundtrack wurde für den Spellemannprisen nominiert.